# Hedonische Bewertungsmethode
Als hedonisch (griechisch ἡ ἡδονή  hē hēdonē, „Lust“, „Freude“) bezeichnet man eine Bewertungsmethode, die ein Objekt nach seinen intrinsischen (inneren) und extrinsischen (äußeren) Werten beurteilt. Das Wort leitet sich von dem aus dem Griechischen kommenden englischen Wort hedonic („Lust-“) ab. Die hedonische Bewertungsmethode wird etwa bei volkswirtschaftlichen Statistiken zu Inflation oder Immobilienpreisen angewendet.

## Grundlagen
In den Vereinigten Staaten seit etwa den 1990er Jahren, in Großbritannien, Australien, Neuseeland und in Deutschland vermehrt seit der Euroeinführung im Jahr 2002 werden Inflation und Wirtschaftswachstum hedonisch berechnet. Dabei wird versucht, angenommene Qualitätssteigerungen von Produkten zu quantifizieren und rechnerisch zu berücksichtigen. Dies führt zu niedrigeren Inflationsraten und je nach Land und Branche zu geschätzt bis zu 30 % höheren Wachstumszahlen.
In den USA wurde die Einführung der hedonischen Preisberechnung unter anderem vom damaligen Chef der US-Zentralbank Alan Greenspan gefordert. Weil über Leitzinsen und Geldmenge die Inflation beeinflusst wird, können bei niedrigerer Inflation eher die Leitzinsen gesenkt sowie die Geldmenge durch die Zentralbank erhöht werden. Das Geldmengenwachstum orientiert sich neben der Inflation auch am erhöhten Wirtschaftswachstum.
Auch werden in den USA soziale Leistungen oft an die Inflationsrate angepasst. Die Lohnpolitik orientiert sich ebenfalls an der Inflationsrate.
Bei der hedonischen Preisberechnung wird ein Gut gedanklich (subjektiv) in Qualitätseigenschaften zerlegt und dann mit Hilfe der so genannten Regressionsanalyse der Einfluss dieser Qualitätsmerkmale auf den Preis ermittelt. Dadurch können diejenigen Preisänderungen, die auf qualitativen Veränderungen bestimmter Eigenschaften beruhen, von den sonstigen Preisveränderungen und der Inflationsentwicklung rechnerisch getrennt werden.
Das Statistische Bundesamt berücksichtigt schon immer qualitative Veränderungen bei der Ermittlung von Veränderungen des Preisniveaus. Neben hedonischen Verfahren werden in der Preisstatistik auch andere Qualitätsbereinigungsverfahren angewendet. Das Ziel ist dabei immer, die durch Qualitätsunterschiede hervorgerufenen Preisunterschiede zu quantifizieren und bei der Indexermittlung herauszurechnen. Ohne eine solche Qualitätsbereinigung würden sich Verbesserungen oder Verschlechterungen der durchschnittlichen Güterqualität in den Preisindizes abbilden, was eine sinnvolle Interpretation der gemessenen Preisentwicklung erschwert. Am Verbraucherpreisindex machen hedonisch bereinigte Güterpreise allerdings nur einen Anteil von 1,4 % aus.
Die hedonische Qualitätsbereinigung ist ein statistisches Verfahren, mit dem der Einfluss einzelner Produktmerkmale, wie beispielsweise die Festplattengröße bei Desktop-PCs, auf den Preis angerechnet wird (Regression). Der Geldwert des Qualitätsunterschieds zwischen dem zu ersetzenden und dem Ersatzmodell soll bestimmt und separat ausgewiesen werden. Durch die Quantifizierung der Qualitätsänderung kann also die „reine“ Preisentwicklung bestimmt werden.

## Anwendungsbeispiele
Die Prozessor-Geschwindigkeit der angebotenen Computer nahm im Verlauf des Jahres 2005 von 2.000 MHz auf 3.000 MHz zu. Die CPU-Preise blieben jedoch im Jahresdurchschnitt konstant. Die Erhöhung der Taktfrequenz von 2.000 MHz auf 3.000 MHz bei den Prozessoren stellt eine Leistungssteigerung um 50 Prozent dar. Damit fielen die Preise für gleichwertige CPUs im Verlauf des Jahres 2005 in der Verbraucherpreisstatistik um ein Drittel. Anders ausgedrückt wuchs bei gleichen Verkaufspreisen mit der Prozessorleistung auch die Produktivität um 50 Prozent. Obwohl es also im Jahresverlauf keine Preisveränderung gab, nennt die Verbraucherpreisstatistik in unserem Beispiel für Prozessoren einen Preisrückgang von einem Drittel (Inflationsminderung) und das Wirtschaftswachstum erscheint um 50 Prozent erhöht.
Bei neuen Merkmalen wie z. B. TFT-Bildschirmen anstatt Röhrenmonitoren wird versucht, den qualitativen Gewinn zu quantifizieren. Ob ein qualitativer Fortschritt vorliegt, ist also eine Ermessensentscheidung des Statistikers.
Die hedonische Preiskalkulation wird auch zur Ermittlung von Immobilienpreisen angewendet. Dabei wird der Wert des Objekts anhand seiner physischen Eigenschaften wie Größe, Zustand, Ausbaustandard und Lagewert (zusammengesetzt etwa aus Infrastruktur wie öffentlichen Verkehrsmitteln, Schulen und Einkaufsmöglichkeiten sowie gegebenenfalls Erholungswert) abgeschätzt.

## Kritik
Angesichts der rasanten Entwicklung im Bereich der Computerhardware ist das hedonische Preisverfahren umstritten. Ein Personal Computer aus dem Jahr 2000 hatte die gleiche Rechenleistung wie ein ganzes Rechenzentrum von 1980 und wird nach der hedonischen Methode auch mit dessen Preis verglichen. Diese Rechenleistung war im Jahr 2000 bei einem typischen Windows-PC allerdings schon für die Ausführung ganz alltäglicher Büroarbeiten wie das Schreiben eines Textes notwendig. Auf einem derartigen PC laufen heute viel mehr Programme im Hintergrund ab als früher (etwa das automatische Abrufen von E-Mails und Antiviren-Programme mit immer größerer Datenbank). Es ist also problematisch, die Vervielfachung der Rechenleistung mit einer Vervielfachung der Qualität gleichzusetzen. Auch wachsen die Ansprüche gängiger Software an die Prozessorleistung teilweise schneller als die Prozessorleistung selber. Im Vergleich zu einem zwei Jahre älteren PC ist die Computerhardware zwar doppelt so leistungsfähig, für den Anwender kann sich bei derselben Arbeitsaufgabe auf dem neueren PC aber sogar eine Leistungseinbuße ergeben.
Die Qualitätssteigerung eines Produkts kann dazu führen, dass es auf dem Markt keine günstigere Basisvariante mehr ohne diese Qualitätssteigerung gibt (z. B. bei Personal Computer oder Kleinwagen im unteren Preissegment). Der Basispreis der Produktkategorie steigt dadurch stärker als die Inflation. Steigen die Löhne dabei nur um die hedonisch bewertete Inflation, resultiert dies in einem realen Kaufkraftverlust. Der Verbraucher ist gezwungen, auf das qualitativ hochwertigere und teurere Produkt auszuweichen. Gibt es hingegen eine Alternative ohne Qualitätssteigerung, welche der Verbraucher erwerben kann, erlebt er dennoch einen subjektiven/relativen Kaufkraftverlust. Grund: Er kann nicht am allgemeinen Fortschritt der Gesellschaft teilhaben, da er sich im Verhältnis nur noch das minderwertigere Produkt leisten kann.
Nehmen im Eisenbahnverkehr Verspätungen zu oder werden Lebensmittel mit billigeren Zutaten zubereitet, wird dies möglicherweise nicht als Qualitätsverschlechterung der entsprechenden Waren oder Dienstleistungen berücksichtigt. Ebenso wird die gewöhnlich parallel zur Leistungssteigerung abnehmende Nutzungsdauer der kurzlebiger werdenden Konsumartikel häufig außer Acht gelassen.

## Abgrenzung
Das Adjektiv hedonisch leitet sich ab vom Begriff Hedonismus, dem Streben nach Sinnenlust und Genuss. Durch die hedonische Preisbestimmung wurde ursprünglich auf den entsprechend steigenden Lustgewinn, der mit Qualitätsverbesserungen einhergeht, Bezug genommen.